# فرنسيس بيكمان
فرنسيس بيكمان (بالإنجليزية: Francis Beckman) هو قسيس أمريكي، ولد في 25 أكتوبر 1875 في سينسيناتي في الولايات المتحدة، وتوفي في 17 أكتوبر 1948 في شيكاغو في الولايات المتحدة.